# Гусиный лук ледниковый
Гусиный лук ледниковый (лат. Gagea glacialis) — вид травянистых растений рода Гусиный лук (Gagea) семейства Лилейные (Liliaceae).

## Ботаническое описание
Многолетнее травянистое растение. Луковица небольшая, яйцевидно-шаровидная; вторая очень маленькая, иногда черноватая; оболочки луковиц светло-бурые реже черновато-бурые. Стебель 5—10 высотой. Прикорневой лист один, реже их два, 1,5—2 мм в диаметре, узколинейный, немного длиннее цветка, полый, полуцилиндрический; подсоцветных листьев два, реже три, короче соцветия, нижний из них ланцетный.
Цветок часто одиночный, реже их два—четыре, на неравных, слабо пушистых или почти голых цветоножках. Листочки околоцветника (6) 10 мм длиной, ланцетные, туповатые, реже на вершине с зубчиками, внутри жёлтые, снаружи зеленоватые или красноватые. Тычинки вдвое или на одну треть короче околоцветника. Коробочка яйцевидно-продолговатая. Цветение с мая по август.

## Распространение и экология
Кавказ, Малая Азия. Растёт у тающих снегов, на высокогорных лугах на высоте от 1000 до 3000 м.